# Distrito de Las Amazonas
El distrito de Las Amazonas es uno de los 11 distritos de la provincia de Maynas, ubicada en el departamento de Loreto, en el Perú.
Desde el punto de vista jerárquico de la Iglesia católica forma parte del  Vicariato Apostólico de San José de Amazonas.

## Geografía
La capital se encuentra situada a 92 m s. n. m. y cuenta con 924 habitantes.

## Núcleos poblados
Yanashi, con 1.639 habitantes, Francisco de Orellana y Orán, con 729.

## Historia
Distrito creado el 2 de julio de 1943.

## Geografía humana
En este distrito de la Amazonia peruana habita la etnia Peba-Yagua grupo Yagua autodenominado  Yihamwo .